# Енгельберт II фон Фалькенбург
Енгельберт II фон Фалькенбург (нім. Engelbert II. von Falkenburg; бл. 1220 — 20 жовтня 1274) — церковний і державний діяч Священної Римської імперії, 37-й архієпископ Кельна і 9-й герцог Вестфалії в 1261—1274 роках. Став першим, хто переніс резиденцію до Бонна. З цього часу до входження Кельна до складу Пруссії 1815 року архієпископи Кельнські не мали можливості перебувати в своїй кельнській резиденції.

## Життєпис
Походив з вестфальського шляхетського роду Гайнсберг-Фалькенбург. Другий син графа Дітриха I Гайнсберг-Фалькебурга, та його другої дружини Беатріси фон Кирбург. Народився близько 1220 року. Вже 1227 року втратив батька, а 1228 року — мати.
Обрав для себе церковну кар'єру. 1253 року стає архідияконом в Льєжі. 1257 року обирається пробстом Кельнського собору. 1261 року стає архієпископом Кельнським.
Продовжив боротьбу з міським патриціатом Кельна, який вирішив взяти реванш за поразки від попереднього архієпископа Конрада фон Гохштадена. 1263 року внаслідок змови Енгельберта II фон Фалькенбурга було підступно схоплено і ув'язнено на 20 діб. Після цього ініціатива належала патриціату. 1266 року видав хартію про справедливе поводження з жидами Кельна, надавши їм право на власне кладовище в межах міста. 1267 року почалося військове протистояння з кельнським магістратом, що уклав союз з Вільгельмом IV, графом Юліха. 1268 року останній змусив архієпископа залишити Кельн. У вирішальній битві біля Цюльпіху Енгельберт II фон Фалькенбург зазнав поразки й потрапив у полон до графа Юліха.
1268 року магістрат Кельна ухвалив рішення про вигнання архієпископа з міста. Проти міста виступив старший брат архієпископа — граф Дітрих II фон Гайнсберг-Фалькенбург, Валеран IV, герцог Лімбурга, Дітрих IV, граф Клеве, які взяли в облогу Кельн. Але спроби штурму виявилися марними. Тоді загін архієпископа в союзі з родиною кельнських патриціїв Оверштольцен, яка була невдоволена своїми посадами в магістраті, намагалися проникнути до міста через підземний хід. Проте спроба провалилася через зраду, а Дітрих II загинув. Після цього на місто Кельн було накладено інтердикт.
1269 року становище архієпископа поліпшилося завдяки шлюбу Річарда Плантагенета, з небогою Енгельберта II фон Фалькенбурга. Втім він зміг здобути свободу з замку Ніддеген графа Юліха лише 1271 року. Переніс свою резиденцію до Бонна.
1273 року коронував Річарда королем Німеччини. 1274 року був учасником Другого Ліонського собору. Того ж року помер в Бонні. Поховано в церкві Св. Кассія і Флоренція в Бонні.